# L'amour l'après-midi
L'amour l'après-midi (Brasil: Amor à Tarde / Portugal: O Amor às Três da Tarde) é um filme francês de 1972, do gênero drama, dirigido por Eric Rohmer.

## Sinopse
Frédéric é sócio de um pequeno escritório em Paris e considera-se feliz no seu casamento com Hélène, uma professora com quem teve recentemente o seu segundo filho. Apesar disso, Frédéric sonha todas as tardes com outras mulheres, sem jamais ter tido a intenção de ir além dos seus sonhos. Até que um dia aparece no seu escritório Chloé, ex-amante de um grande amigo, que passa a fazer-lhe visitas regulares na intenção de seduzí-lo.

## Elenco
- Bernard Verley.... Frédéric
- Zouzou.... Chloé
- Françoise Verley.... Hélène
- Daniel Ceccaldi.... Gérard
- Malvina Penne.... Fabienne
- Babette Ferrier.... Martine
- Frédérique Hender.... Madame M.
- Claude-Jean Philippe.... Sr. M
- Tina Michelino.... passageira
- Pierre Nunzi.... vendedor
- Irène Skobline.... vendedora
- Jean-Louis Livi